# Karol Bílek
Karol Bílek (* 28. března 1939, Mladá Boleslav) je český historik a archivář. Věnuje se zejména regionálním dějinám města Sobotky a okolí.

## Život
Vystudoval jedenáctiletku v Mnichově Hradišti a poté historii a archivnictví na Filozofické fakultě Univerzity Karlovy, promoval v roce 1961.
Mezi lety 1964 a 1970 byl ředitelem Okresního archivu Jičín, odkud ale musel z politických důvodů odejít. Krátce pracoval jako noční hlídač ČSAD. V roce 1971 se stal vedoucím pobočky Literárního archivu Památníku národního písemnictví na Starých Hradech, kde organizoval kulturní akce.
Napsal řadu studií, článků a knih z oblasti regionálních dějin a archivnictví, zpracoval množství písemných pozůstalostí českých spisovatelů, zejména z období národního obrození. Dlouhodobě redigoval regionální časopisy Zpravodaj Šrámkovy Sobotky a Listy starohradské kroniky, podílel se na organizaci festivalu Šrámkova Sobotka. Na Univerzitě Hradec Králové přednášel literární archivnictví. Je čestným předsedou spolku Pekařova společnost Českého ráje, kterou v devadesátých letech spoluzakládal.

## Dílo
- Bílek, K. Sobotka v zrcadle dějin: Deset obrazů z historie Sobotky. Sobotka 2019.
- Bílek, K. Malé dějiny Sobotecka: příroda, osobnosti, data, události. III. díl. Kdo je kdo v dějinách Sobotecka. Sobotka 2015.
- Bílek, K. Dolnobousovsko v literatuře a kultuře. Dolní Bousov 2014.
- Bílek, K. a kol. Malé dějiny Sobotecka: příroda, osobnosti, data, události. II. díl. Sobotka 2013.
- Bílek, K. Archivář František Dvorský a Sobotka: nejen Čtyři ze Sobotky. Sobotka 2010.
- Bílek, K. a kol. Malé dějiny Sobotecka: příroda, osobnosti, data, události. I. díl. Sobotka 2008.
- Bílek, K. Malé dějiny Libáňska: příroda, osobnosti, data, události. Libáň 2005.
- Bílek, K. Sobotecko. Sobotka 2005.